# Wanda Mańkowska
Wanda Mańkowska, z domu Plater-Zyberk herbu własnego (ur. 9 września 1884 w Kirupie, zm. 10 maja 1966 w Landku) – polska działaczka społeczna i samorządowa, żona senatora i właściciela majątku Kazimierz Biskupi - Stanisława Mańkowskiego.

## Życiorys
Wraz z mężem Stanisławem Mańkowskim, czynnie angażowała się w działalność społeczną. Przyczyniła się do powstania trzech ochronek na terenie parafii Kazimierz Biskupi, które następnie wspierała finansowo.  
Pełniła funkcję krajowego prezesa Akcji Katolickiej oraz była przewodniczącą komisji wyborczej ostatnich przedwojennych wyborów do Rady Gminy Kazimierz Biskupi, które odbyły się 29 stycznia 1939 roku. W 1935 roku była wiceprezesem Prezydium Komitetu Zlotowego Jubileuszowego Zlotu Harcerstwa Polskiego w Koninie. 3 kwietnia 1939 roku została wybrana ławnikiem gminy Kazimierz Biskupi. 
W latach trzydziestych organizowała w Kazimierzu Biskupim cyklicznie rekolekcje wielkopostne dla dziewcząt. Inicjowała też rekolekcje w ramach Katolickiego Stowarzyszenia Kobiet. 
Wspierała katolickie Stowarzyszenie Młodzieży Polskiej.  
Po II Wojnie Światowej nowe władze komunistyczne odmówiły jej praw do odzyskania ruchomości oraz nabycia lokum na terenie dawnego majątku swojego męża. 

### Życie prywatne
Wanda Mańkowska była córką Wojciecha Jana Plater-Zyberk herbu własnego oraz Henryki Juli Hutten-Czapskiej herbu Leliwa. Wyszła za mąż za Stanisława Mańkowskiego herbu Zaremba, z którym miała dziewięcioro dzieci: Marię, Wojciecha, Kazimierza, Antoniego, Wacława, Jadwigę, Barbarę, Zygmunta i Pawła. 
Zmarła 10 maja 1966 roku w Landku. Spoczywa na cmentarzu parafialnym w Kazimierzu Biskupim.